# Cal Ferrer de les Torres
Cal Ferrer de les Torres és una masia de Serinyà (Pla de l'Estany) declarada bé cultural d'interès nacional.

## Casa pairal
Gran casal de planta rectangular i extructura complexa que forma conjunt amb diverses masoveries i altres edificis annexos. L'edificació principal consta de dues plantes, és fortificada i data dels segles XV-XVI; ha estat objecte de remodelacions posteriors. Les obertures conserven encara decoracions gòtiques i renaixentistes, i diverses llindes presenten inscripcions. Als angles es conserven dues torres: una de planta quadrada a l'est, i a l'oest una torre circular rebaixada. Resten igualment altres elements defensius, com ara, diverses espitlleres. La part baixa de la torre circular es va reaprofitar com a capella dedicada a Santa Anna, a la qual s'accedeix a través d'un portal d'arc amb un òcul a la part superior amb decoració calada, on es troba una imatge de la santa que data probablement del segle xvii. La masoveria de ponent està molt deteriorada, mentre que la de llevant s'ha restaurat.
La part més primerenca de la masia es remunta als segles XV-XVI. El nom fa referència a les dues torres defensives de que consta l'edifici. Va ser restaurada i ampliada als segles XVIII-XIX, i se la coneix també amb el nom de Can Genover, nom dels actuals propietaris.